# Motala socken
Motala socken i Östergötland ingick i Aska härad, uppgick 1948 i Motala stad och området är sedan 1971 en del av Motala kommun i Östergötlands län, från 2016 inom Motala distrikt.
Socknens areal är 77,17 kvadratkilometer land (stadens areal från 1917 på 7,96 oräknad). År 1930 fanns här 7 548 invånare. Delar av tätorten Motala ligger i denna sockens område. Sockenkyrkan Motala kyrka ligger utanför det som var socknens område. 

## Administrativ historik
Motala socken har medeltida ursprung.
Friköpingen Motala köping anlades i socknen enligt kungligt tillstånd av 21 mars 1823. Vid kommunreformen 1862 övergick socknens ansvar för de kyrkliga frågorna till Motala församling och för de borgerliga frågorna till Motala landskommun. I landskommunen ombildades 1863 friköpingen Motala till Motala köping som 1 april 1881 ombildades till Motala stad som 1917 utökades. Den kvarvarande landskommunen inkorporerades sedan 1948 i Motala stad som 1971 ombildades till Motala kommun.Församlingen utökades 1967  med Vinnerstads församling.
1 januari 2016 inrättades distriktet Motala, med samma omfattning som Motala församling hade 1999/2000 och fick 1967, och vari detta sockenområde ingår.
Socknen har tillhört samma fögderier och domsagor som socknens härad.

## Geografi
Motala socken ligger huvudsakligen norr om Motala och Motala ström och nordväst om Boren, öster om Vättern. Socknen är i söder flack slättbygd, idag tättbebyggd, i norr kuperad skogsbygd med höjder som når 237 meter över havet.
Ett eget samhälle växte upp vid Motala verkstad inom socknens område.

## Fornlämningar
Kända från socknen är olika lösfynd.

## Namnet
Namnet (1322 Motalum) kommer från kyrkbyn. Förleden är mot, 'vägmöte'. Efterleden är al.

### Fotnoter
1. 1 2 3 4  Sjögren, Otto (1931). Sverige geografisk beskrivning del 2 Östergötlands, Jönköpings, Kronobergs, Kalmar och Gotlands län. Stockholm: Wahlström & Widstrand. Libris 9939
2. ↑  Harlén, Hans; Harlén Eivy (2003). Sverige från A till Ö: geografisk-historisk uppslagsbok. Stockholm: Kommentus. Libris 9337075. ISBN 91-7345-139-8
3. ↑  ”Församlingar”. Statistiska centralbyrån. https://www.scb.se/hitta-statistik/regional-statistik-och-kartor/regionala-indelningar/forsamlingar/. Läst 30 december 2022.
4. ↑  Administrativ historik för Motala socken (Klicka på församlingsposten). Källa: Nationella arkivdatabasen, Riksarkivet.
5. 1 2  Nationalencyklopedin
6. ↑  Fornlämningar, Statens historiska museum: Motala socken
7. ↑  Fornminnesregistret, Riksantikvarieämbetet: Motala socken Fornminnen i socknen erhålls på kartan genom att skriva in sockennamn (utan "socken") i "Ange geografiskt område"
8. ↑  Mats Wahlberg, red (2003). Svenskt ortnamnslexikon. Uppsala: Institutet för språk och folkminnen. Libris 8998039. ISBN 91-7229-020-X. https://isof.diva-portal.org/smash/get/diva2:1175717/FULLTEXT02.pdf